# پدینگتون (مجموعه عروسکی)
پدینگتون (به انگلیسی: Paddington)، نام یک مجموعهٔ تلویزیونی عروسکی انگلیسی به کارگردانی آیور وود است که توسط استودیوی انیمیشن‌سازی فیلم‌فیر و بر اساس کتاب‌های داستان کودکان خرس پدینگتون، نوشتهٔ مایکل باند از ۱۹۷۵ تا ۱۹۸۶ ساخته می‌شد. این مجموعه از قسمت ۳۱ به بعد به «ماجراهای پدینگتون» تغییر نام یافت.

## تکنیک ساخت
سریالٔ پدینگتون به صورت استاپ-موشن ساخته شده و تنها عنصر سه بعدی در این مجموعه، عروسک خرس پدینگتون است. پس‌زمینه و دیگر شخصیت‌ها به صورت نقاشی‌شده و دو بعدی هستند.